# Athens Trophy
L'Athens Trophy è stato un torneo femminile di tennis giocato dal 1986 al 1990. Si è disputato ad Atene in Grecia su campi in terra rossa. Nel 2008 è stato rinominato in Vogue Athens Open, diventando un torneo ITF dal $125,000.

## Albo d'oro

### Singolare
| Anno | Campionessa      | Finalista              | Punteggio     |
| ---- | ---------------- | ---------------------- | ------------- |
| 1986 | Sylvia Hanika    | Angelika Kanellopoulou | 7–5, 6–0      |
| 1987 | Katerina Maleeva | Julie Halard           | 6–0, 6–1      |
| 1988 | Isabel Cueto     | Laura Golarsa          | 6–0, 6–1      |
| 1989 | Cecilia Dahlman  | Rachel McQuillan       | 6–3, 1–6, 7–5 |
| 1990 | Cecilia Dahlman  | Katia Piccolini        | 7–5, 7–5      |

### Doppio
| Anno | Campionesse                         | Finaliste                              | Punteggio     |
| ---- | ----------------------------------- | -------------------------------------- | ------------- |
| 1986 | Isabel Cueto / Arantxa Sánchez      | Silke Meier / Wiltrud Probst           | 4–6, 6–2, 6–4 |
| 1987 | Andrea Betzner / Judith Wiesner     | Kathleen Horvath / Dianne van Rensburg | 6–4, 7–6      |
| 1988 | Sabrina Goleš / Judith Wiesner      | Silke Frankl / Sabine Hack             | 7–5, 6–0      |
| 1989 | Sandra Cecchini / Patricia Tarabini | Silke Meier / Elena Pampoulova         | 4–6, 6–4, 6–2 |
| 1990 | Laura Garrone / Karin Kschwendt     | Leona Laskova / Jana Pospíšilová       | 6–0, 1–6, 7–6 |